# Colonne de la République
La colonne de la République est un monument situé au centre de la place des Palmistes, à Cayenne (Guyane). Elle a été érigée en 1890 pour commémorer la prise de la Bastille et la fin de la monarchie absolue.

## Description
Buste de Marianne en haut de la colonne.

### Description de l'objet
Buste de Marianne sur une colonne en fonte. Ce buste a été créé en duo avec le sculpteur Paul Lecreux, dit Jacques France, auteur d’un buste de la République maçonnique en 1882 et « laïcisé » pour les mairies.

## Histoire de la colonne
Sur la place des Palmistes à Cayenne, se dresse en son milieu une colonne célébrant le centenaire de la Révolution française de 1789. Appelée Colonne de la République, elle porte à son sommet un buste de Marianne, symbole qui représente la République française et ses valeurs contenues dans la devise « Liberté, Égalité, Fraternité ». Marianne, qui porte un bonnet phrygien, est la contraction de Marie-Anne, prénom féminin très répandue et populaire au XVIIIe siècle...
Les Cayennais décidèrent de commander un monument commémoratif du centenaire de la grande révolution. Ce monument porte plusieurs inscriptions latines comme "Nepotes Gloriae Avorum 1889" (Les descendants à la gloire de leurs ancêtres), "Coeperunt cives libertatem 1789" (Les citoyens ont conquis leur liberté), ainsi que d'autres mots latins sur les quatre côtés du support de la colonne tels que : Pax, Lux, Jus, Lux (Paix, Loi, Justice, Lumière). Une gueule de lion, grande ouverte, représente la force du peuple.
Le monument ne fut inauguré que le 14 juillet 1890, soit un an après l'anniversaire du centenaire de la Révolution du 14 juillet 1789, jour de la fête nationale, qui commémore la prise de la Bastille et la fin de la monarchie absolue.
Mais la petite histoire en Guyane nous apprend que le fondeur Maurice Denonvilliers, débordé par les commandes pour la célébration du centenaire de la Révolution, n'avait plus de bustes de Marianne disponibles, tout son stock étant épuisé. Aussi, décida-t-il d'utiliser un buste de Charlotte Corday qui, après quelques petites retouches comme l'ajout d'un bonnet phrygien, faisait une "Marianne" très honorable.
Les Guyanais ayant appris ce subterfuge, et loin de s'en offusquer, trouvèrent l'affaire cocasse et baptisèrent du nom de "Charlotte" le buste de la République, place des Palmistes. Certains lui rajoutèrent même le titre de reine d'où l'appellation encore répétée aujourd'hui de "Buste de la reine Charlotte" pour nommer la colonne commémorative du centenaire de la Révolution française...
Au même titre que la place des Palmistes, la colonne est classée au titre des monuments historiques en 1999.